# Modern Times Group
 (février 2018).
Le contenu est difficilement compréhensible vu les erreurs de traduction, qui sont peut-être dues à l'utilisation d'un logiciel de traduction automatique.
Modern Times Group (MTG) est une société de contenus suédois créée en 1997 par la société d'investissements Kinnevik, et propriété des actionnaires de cette dernière. 
Proposant initialement des services audiovisuels, elle oriente progressivement son champ d'activité sur les contenus digitaux Esport et de jeu en ligne à partir de 2015, abandonnant le secteur de la télévision/radio en 2018 avec la création d'une nouvelle société, Nordic Entertainment Group.

## Histoire
En février 2018, TDC annonce son projet d'acquisition de Modern Times Group pour 2,5 milliards de dollars, avant d'abandonner l'opération. 
À la suite de cet épisode, Modern Times Group annonce la scission de sa branche Nordic TV, sous une nouvelle société Nordic Entertainment Group créée en juillet 2018 et dont la séparation avec MTG est finalisée en mars 2019.

## Contrats
le 29 juin 2011, l'UEFA annonce qu'elle a reconduit son contrat avec MTG concernant les droits de diffusion des rencontres de la Ligue des champions au Danemark, en Norvège et en Suède pour la période 2012-2015 via ses filiales (notamment TV3+ et TV2 Sport au Danemark, Viasat 4, Viasat Football et Viasat Sport en Norvège et TV10 en Suède). Cet accord permet aussi à MTG d'exploiter ces droits sur les sites internet du groupe ainsi que sur les réseaux téléphoniques. MTG possède des droits de diffusion de la compétition depuis 1993.
Le 1er mars 2017, Modern Times Group prolonge son contrat avec The Walt Disney Company Nordic pour diffuser les chaînes et films Disney sur son service Viasat et en vidéo à la demande sur Viaplay.

## Activités

### Esport
ESL et DreamHack font partie de la Esport Integrity Coalition (ESIC) qui lutte contre le dopage dans le milieu du sport électronique.

### Jeux en ligne
Depuis octobre 2016, Modern Times Group détient partiellement à hauteur de 35% la société InnoGames, spécialisée dans les jeux par navigateur et jeux mobiles. Quelques mois plus tard en mai 2017, elle monte sa participation à 51%.
Elle possède également depuis juin 2017 la plateforme de jeu en ligne Kongregate.

## Activités cédées ou disparues

### Télévision
En Scandinavie et dans les pays baltes, Viasat exploitait un canal principal appelé « TV3 » et plusieurs canaux secondaires thématiques.
L'opérateur de télévision par satellite et IP, Viasat, diffusait plusieurs chaînes détenues par Modern Times Group dans plusieurs pays européens. 

#### Scandinavie
Les différentes chaînes de télévision diffusées dans les pays scandinaves sont intégrées en 2018 à la nouvelle société Nordic Entertainment Group, tout comme l'opérateur Viasat.
- Danemark
  - TV3 Danmark, TV3+, TV3 Puls, TV3 Max, TV3 Sport

- Norvège
  - TV3 Norway, Viasat 4, TV6

- Suède
  - TV3 Sverige, TV6, TV8, TV10

- Opérateur Viasat: 
  - TV1000, TV1000 Action, TV1000 Family, TV1000 Classic, TV1000 Nordic, Viasat Sport 1 (en Suède), SportN (en Norvège, en coopération avec Norsk rikskringkasting), TV2 Sport (au Danemark, une coentreprise avec TV2/Danmark A / S), Viasat Sport 2, Viasat Sport 3, Viasat Sport 24, Viasat Nature, Viasat Crime, Viasat Explorer, Viasat History, Viasat Golf

#### Pays baltes
Les chaînes diffusées dans les différents pays baltes ainsi que l'opérateur de télévision, sont cédés en 2017 à Providence Equity Partners qui créée un nouveau groupe audiovisuel TV3 Group.
- Estonie: 
  - TV3 Eesti, TV6, 3+

- Lettonie
  - TV3 Latvijas, TV6, 3+, Kanāls 2, LNT

- Lituanie
  - TV3 Lietuvos, TV6, TV8

- Opérateur Viasat
  - TV1000 Est, TV1000 Russkoe Kino, Viasat Sport, Viasat Sport 2, Viasat Sport 3, Viasat Explorer, Viasat History

#### Europe centrale
En Bulgarie, Nova Broadcasting Group est acquis en 2018 par la société PPF Group.
- Bulgarie (95%)
  - Nova Television, Diema, Kino Nova, Diema Family, Nova Sport

Les chaînes détenues en Hongrie sont vendues au groupe Sony Pictures Television en 2015.
- Hongrie
  - Viasat 3, Viasat 6

En République tchèque, MTG cède ses chaînes en 2017 à la société Denemo Media.
- Tchéquie (50%)
  - Prima family, Prima Cool, Prima love, Prima Zoom

### Europe orientale
Le groupe russe CTC Media est cédé en 2015 à UTH Holding.
- Russie (37,94 %)
  - CTC, Domashniy, Tché, Perets

L'opérateur de télévision ukrainien Viasat Ukraine est acquis en 2018 par 1+1 Media Group, qui possède en autre la chaîne 1+1.
- Opérateur Viasat: diffusé en Biélorussie, en Géorgie, au Kazakhstan, en Moldavie, en Russie et en Ukraine.
  - TV1000 East, TV1000 Russkoe Kino, TV1000 Premium, TV1000 Action East, Viasat Sport East

### Radio
Viasat possédait plusieurs réseaux et stations de radio dans les pays nordiques et les pays baltes:
- Rix FM, réseau national en Suède
- P4 Radio Hele Norge, réseau national en Norvège
- P5 Radio Halve Norge, réseau national en Norvège
- P6 Rock, réseau national en Norvège
- Star FM, les réseaux en Estonie et en Lettonie
- NRJ, le réseau en Suède
- Lugna favoriter, réseau en Suède
- 101,9 Svenska favoriter, à la gare de Stockholm
- Bandit Rock 106,3, la station de Stockholm
- Tele2 Power Hit Radio, les stations en Estonie et en Lituanie
- P4 Bandit, radio norvégienne
- Radio Nova, participation minoritaire dans le réseau finlandais

### Studios
Comprend les sociétés de production télévisuelle Strix Television et moderne télévision et le film société de production Sonet Film.

### Home Shopping
« Home Shopping » inclut le site CDON.com et le service de télévision TV Shop. En mai 2007, MTG a accepté de vendre TV Shop à Guthy - Renker Europe.

## Actionnaires
Liste des principaux actionnaires au 30 octobre 2019.
| Nordea Investment Management           | 14,3% |
| Kinnevik                               | 13,5% |
| Swedbank Robur Fonder                  | 10,6% |
| Lannebo Fonder                         | 5,43% |
| Norges Bank Investment Management      | 5,06% |
| Fidelity Management & Research         | 4,38% |
| SEB Investment Management              | 4,27% |
| Capital Research & Management (Global) | 3,99% |
| DWS Investments                        | 3,53% |
| E. Öhman J :or Fonder                  | 3,09% |